# 摺鉢山 (東京都)
摺鉢山（すりばちやま、英語: Mount Suribachi）は、東京都小笠原村硫黄島にある火山。別名、パイプ山。太平洋戦争時に日本軍がトンネルを掘って拠点を作り、米軍と戦った場所として知られる。

## 概要
硫黄島の南西端に位置し、硫黄島の火山活動で形成された安山岩質の火砕丘である。山名は「すり鉢」を伏せたようなその形状に由来し、別名の「パイプ山」は、山頂部から立ち込める水蒸気及び硫黄ガスが、硫黄島本体を含め海上から見ると、あたかも喫煙道具のパイプを燻らしているように見えることからに由来する。
山の標高は2016年（平成28年）に現地測定に伴う標高変更で169mから170mと1m高くなった。その後、2023年（令和5年）6月2日に写真測量による標高改定により170mから172m（+2m）となった。
太平洋戦争における硫黄島の戦いの時は激しい戦場と化した。日本軍は元々はここを拠点として活動していたため、この摺鉢山が陥落するということは戦いに負けるということを意味していた。山体内部は七層にくり貫かれ最大20cm口径の砲を配備する砲台陣地となっていた。この戦いによって海側の火口壁は、アメリカ軍の艦砲射撃を受けて崩壊している。
硫黄島の他の場所同様、現在でも多くの遺体が土中に眠っているとされており、未だ見つかっていない遺体もある。頂上及び山麓にはこの戦いを後世に伝えるアメリカ軍の記念碑、戦没者顕彰碑などがいくつも設置されている。
アメリカのアーリントン国立墓地にある海兵隊戦争記念碑は、硫黄島の戦い（1945年）の際に、この山の頂上に掲げられた星条旗をかたどったものである。
詳細は硫黄島や硫黄島の戦いの項を参照されたい。

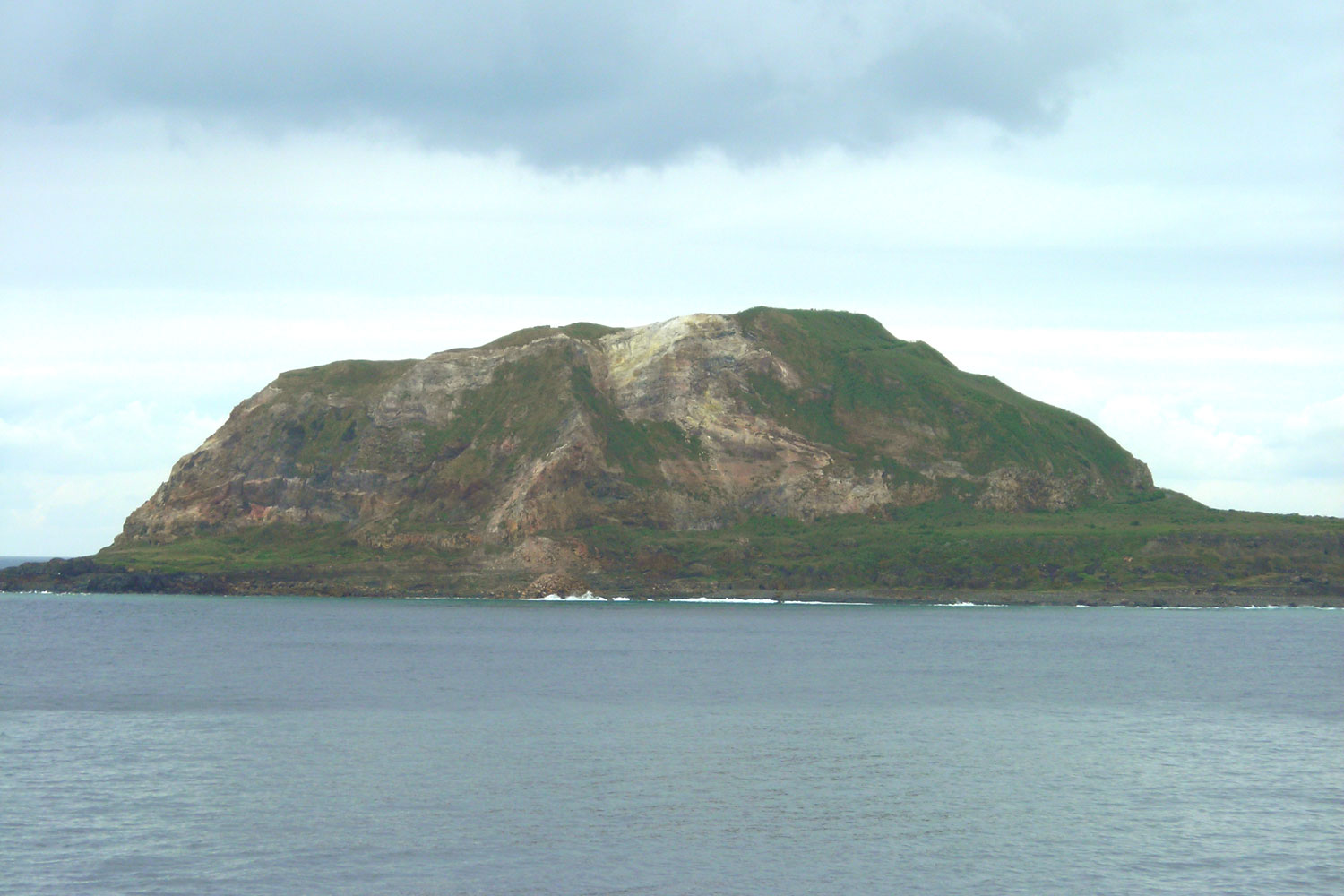
摺鉢山
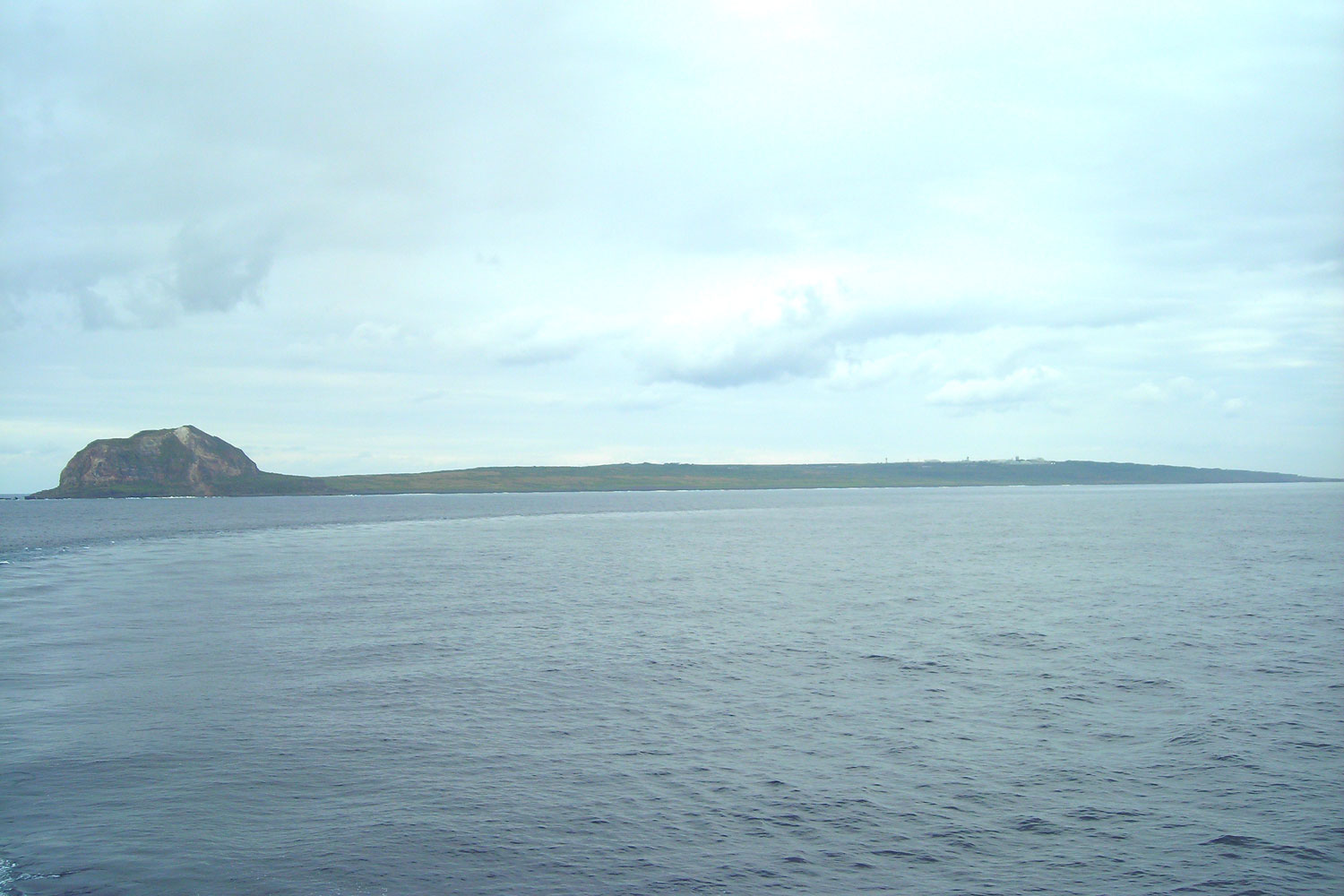
硫黄島遠景
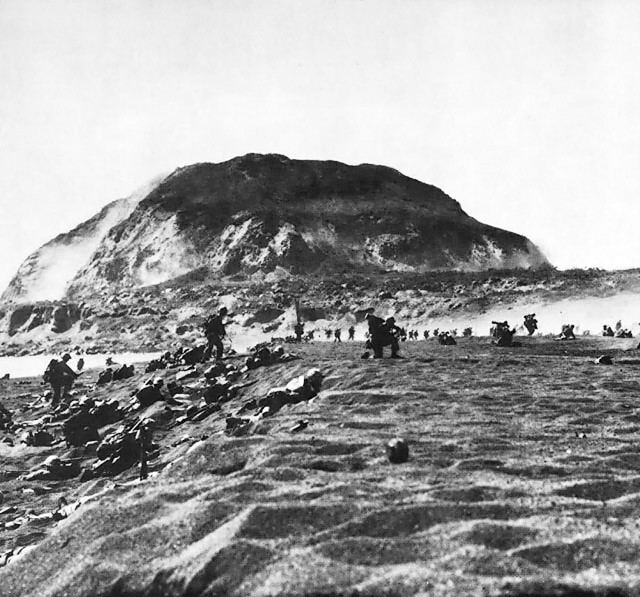
戦時の摺鉢山
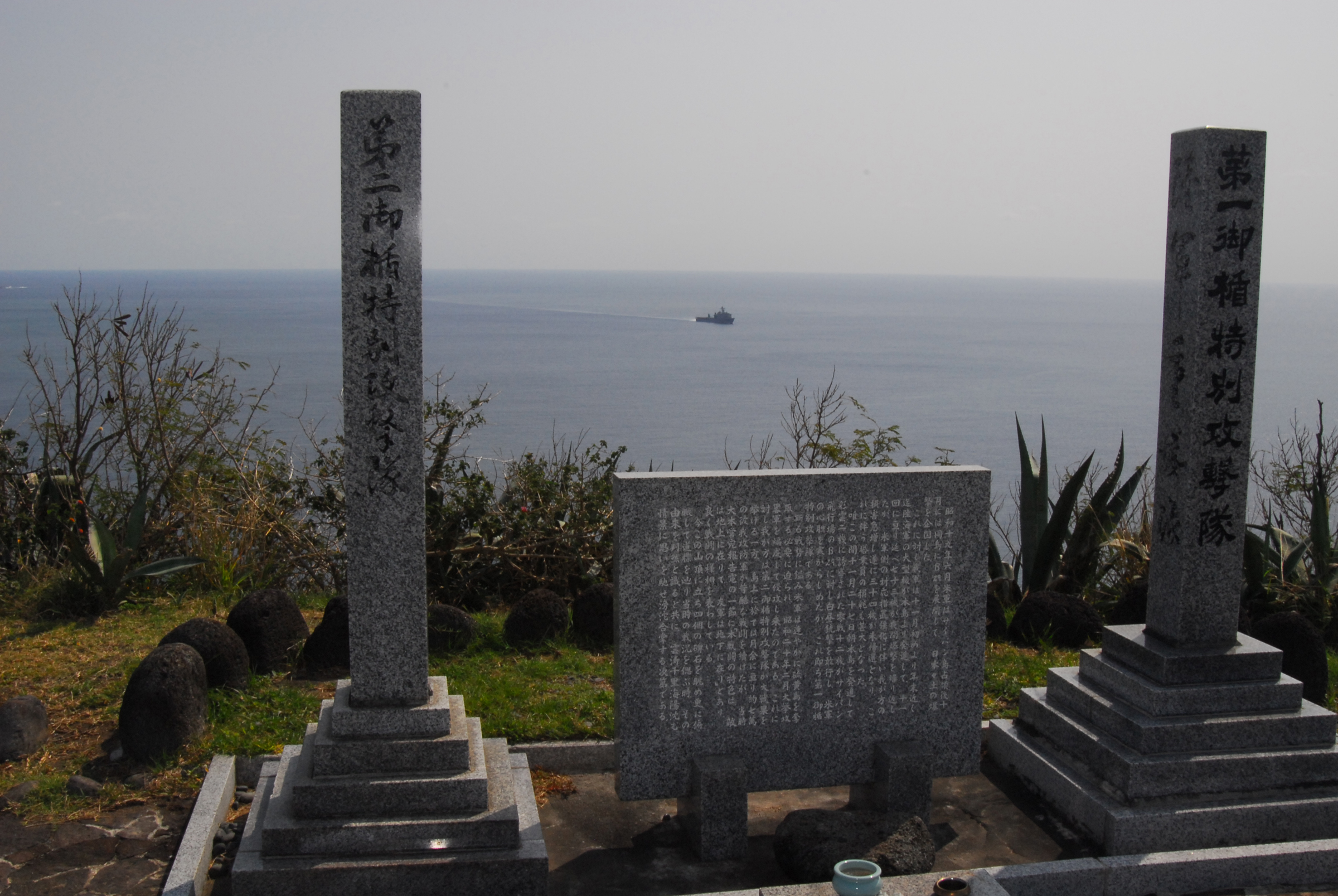
山頂にある第一・第二御楯特別攻撃隊慰霊碑
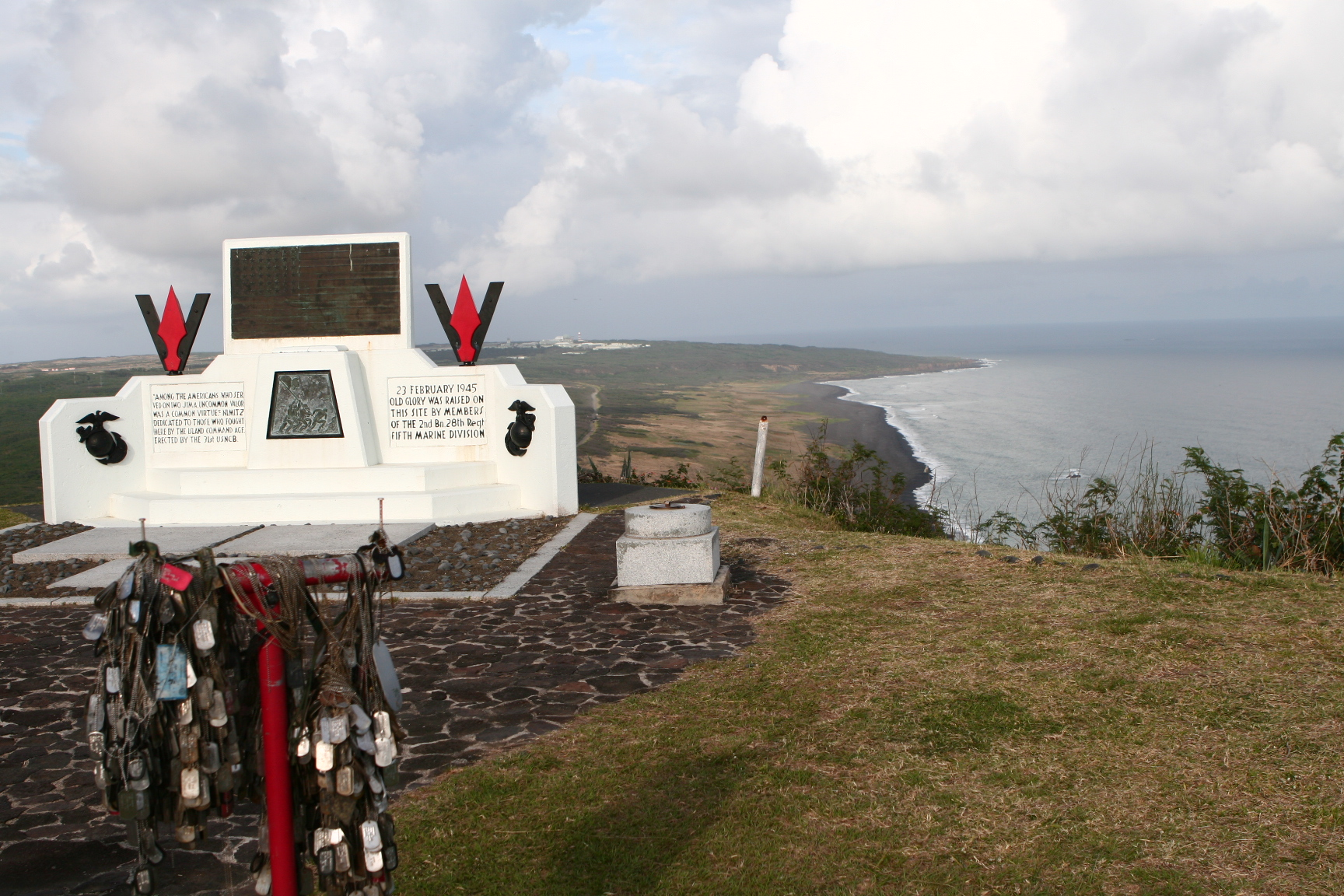
山頂にある米海兵隊上陸記念碑